# Otto Virtanen
Otto Virtanen (Hyvinkää, 21 de junio de 2001) es un tenista profesional finlandés. Actualmente ocupa el puesto N.º 96 del Ranking ATP, el más alto en su carrera, puesto alcanzado luego de ganar el Challenger de Brest.

## Carrera profesional

### Carrera júnior
Hizo su debut en un Grand Slam júnior en 2018 en el Campeonato de Wimbledon donde alcanzó los octavos de final tras vencer a Sebastian Korda y Thiago Tirante, en dobles obtuvo mejores resultados, ganando el título haciendo pareja con Yanki Erel.
En 2019 llegó hasta los octavos de final del Abierto de Australia siendo derrotado por Giulio Zeppieri por 7-5, 6-3.

### 2019: Debut en Challenger
En noviembre recibió la oportunidad de disputar la clasificación para el cuadro principal del Challenger de Helsinki, ganaría sus dos partidos preclasificatorios, pero perdería en primera ronda ante su compatriota y eventual campeón Emil Ruusuvuori por doble 6-1. 

### 2021: Regreso a los challengers
En 2021 se dedicó a jugar torneos ITF alternando con algunos challengers. En octubre participó en el Challenger de Ismaning de 2021 pasando los dos partidos de la clasificación, pasó a octavos de final tras derrotar al local Max Hans Rehberg en dos set, pero cayó ante el estadounidense Maxime Cressy en tres set.

### 2022: Primer título Challenger
En junio de 2022 llegó hasta las semifinales del Challenger de Surbiton tras venir de la clasificación después de derrotar Tim van Rijthoven, Marius Copil y dejar en el camino a  Thanasi Kokkinakis, Paul Jubb y Ryan Peniston en cuartos de finales, fue derrotado en tres set en la semifinales por el que sería campeón del torneo Jordan Thompson.

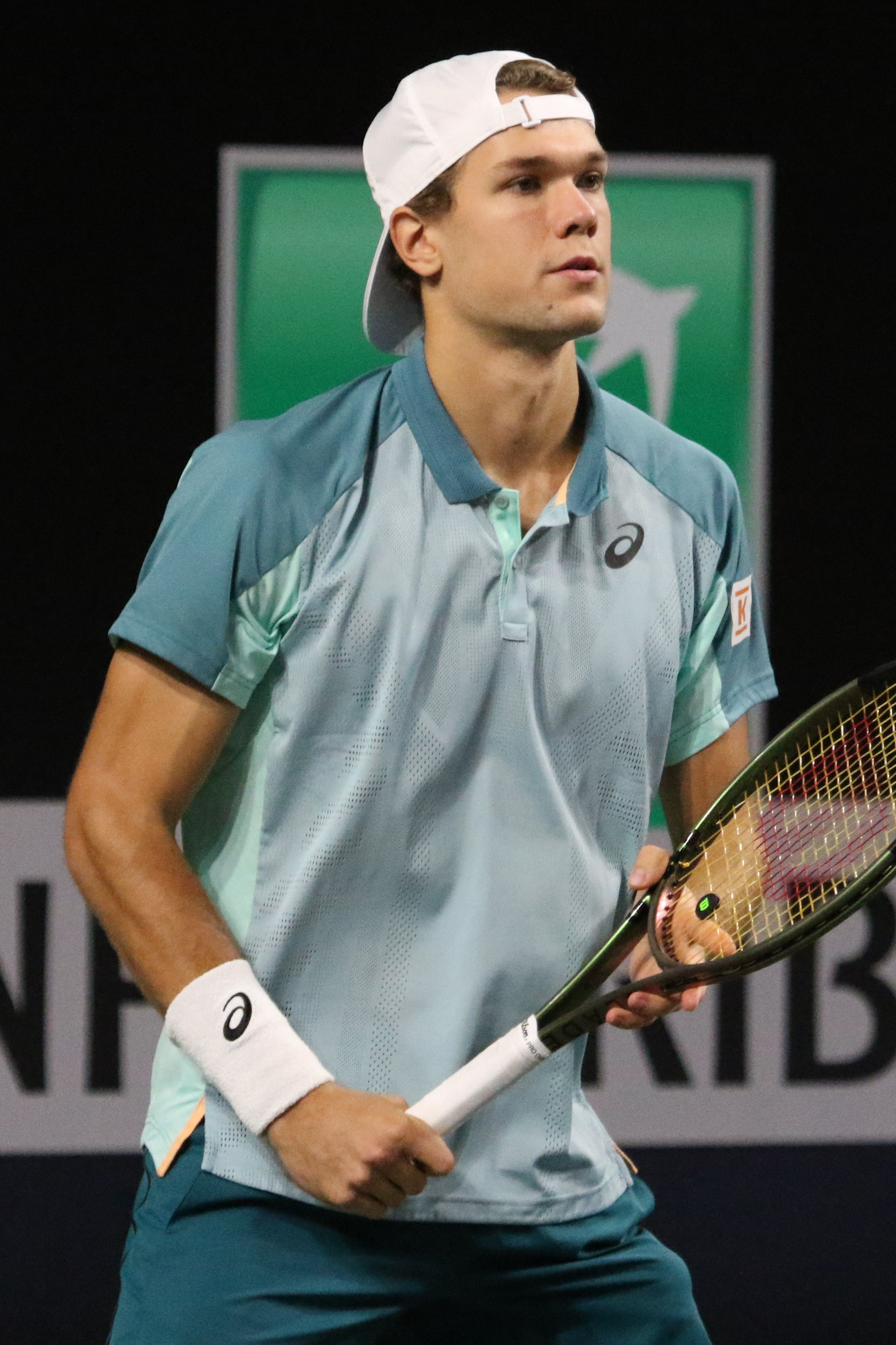
Virtanen durante el Challenger de Mouilleron le Captif 2022

A inicio de agosto disputó el Challenger de Liberec donde llegaría a su segunda semifinal del año a nivel challenger, en el camino derrotó a Lukas Neumayer en primera ronda, seguido por Manuel Guinard en octavos y a Tomáš Macháč en cuartos después de perder el primer set por 6-2, ganó los dos siguientes por 6-3, 6-2 para llegar a semifinales donde perdería en tres set ante el español Nicolás Álvarez Varona.
En octubre hizo pareja en el Challenger de Brest 2022 con Viktor Durasovic donde ganó su primer torneo challenger en dobles tras derrotar a Petros Tsitsipas y Filip Bergevi por 6-4, 6-4.
Ganó su primer título Challenger individual el 6 de noviembre en el Trofeo Faip-Perrel en Bérgamo tras derrotar a Jan-Lennard Struff en set corridos por 6-2, 7-5, , jugando desde la clasificación donde derrotó a Henri Squire y Antoine Bellier, en el cuadro principal derrotó Manuel Guinard, Zhang Zhizhen, Dominic Stricker y en semifinales a Nuno Borges, durante el torneo no perdió ni un set. Alcanzó el top 200 del ranking, ubicándose en el puesto 195 el 7 de noviembre de 2022.
A mediados de noviembre llegó hasta las semifinales del Challenger de Roanne 2022 luego de derrotar a los locales Hugo Grenier y Ugo Blanchet, al ruso Pável Kótov en tres set por 6-1, 2-6, 6-2 y perdería en semifinales ante Hugo Gaston por 7-5, 7-5. Finalizó el año en el puesto 175 del ranking, después de haber ganado su primer título challenger, y después de haber obtenido 46 victorias contra 31 derrotas en todo los niveles. Disputó su primer partido a nivel atp en la clasificación del Torneo de Pune perdiendo ante el local Ramkumar Ramanathan en tres set.

### 2023: debut en el Top 150 y Grand Slam
Inició el año haciendo su debut, en un grand slam jugando la primera ronda de la clasificación Abierto de Australia 2023 enfrentado al chileno Nico Jarry perdiendo en 3 set. 
Tras un segundo título en el Challenger de Lugano 2023, después de derrotar a Oleksii Krutykh, Ričardas Berankis, Dominic Stricker en semifinales, y a Cem Ilkel en la final en set corridos. Después de esta victoria alcanzó el top 150 en el puesto 139 el 20 de marzo de 2023, y un tercer título en Challenger de Lille 2023, tras derrotar a Max Purcell en la final luego de haber perdido el primer set en tie-break ganó los dos siguientes por 6-4, 6-2 alcanzó el puesto 109 del ranking ATP, el 3 de abril de 2023. 

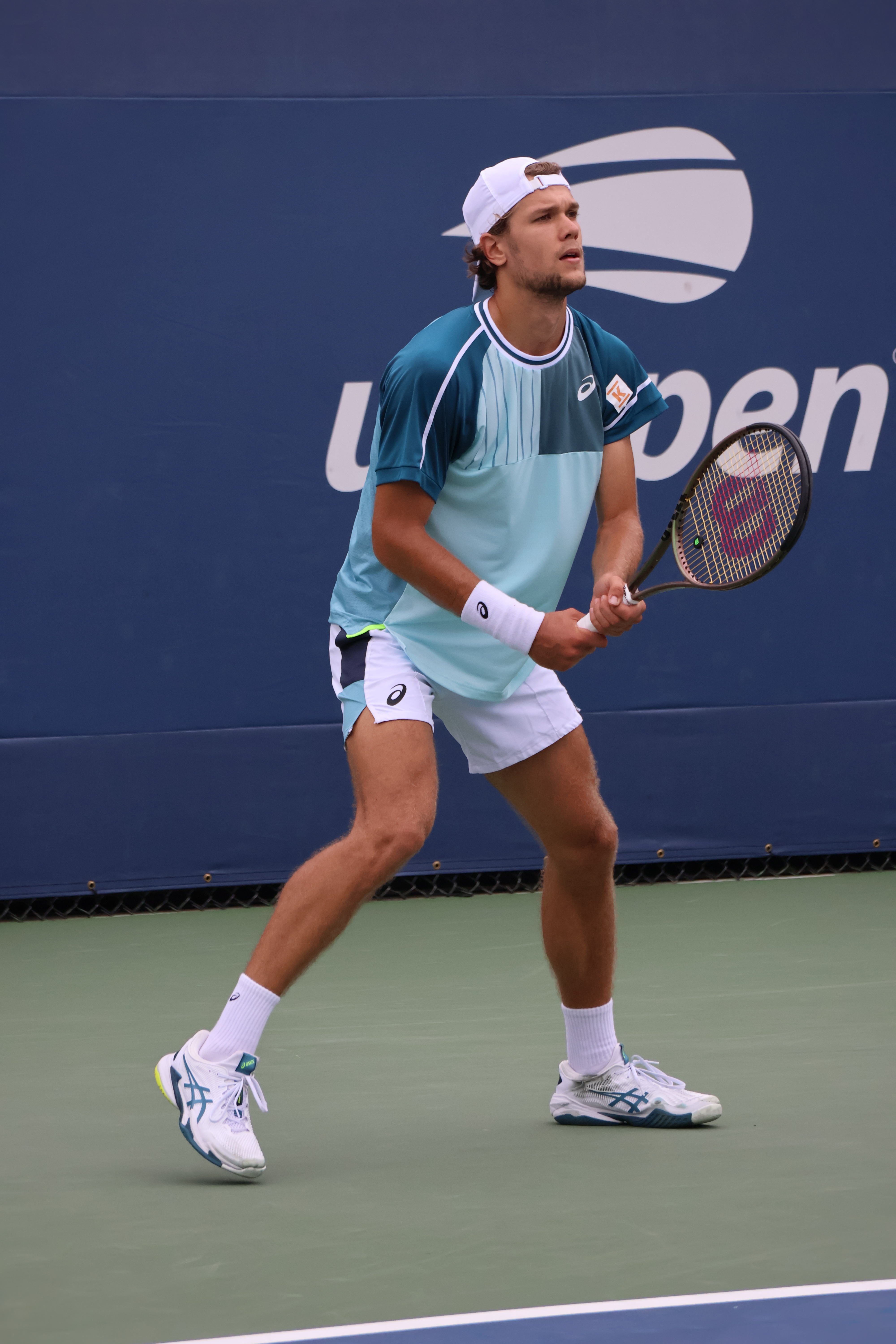
Virtanen durante el Abierto de Estados Unidos 2023

Hizo su debut en el cuadro principal de un Grand Slam en el Abierto de Estados Unidos de 2023, destacando su victoria en tres sets sobre Shang Juncheng en la última ronda de clasificación. En el cuadro principal se enfrentó a Tomás Martín Etcheverry, preclasificado no.30 que llevó el partido al quinto set, finalizando con marcador 6-3, (3) 6-7, 1-6, 6-4,7-6 (10-6). 
En septiembre disputó la Copa Davis donde venció en dos set al neerlandés Botic van de Zandschulp y a Dino Prižmić representante de Croacia y a Mackenzie McDonald representante de los Estados Unidos ambos en tres set. En noviembre se disputó la fase final donde enfrentó a Gabriel Diallo derrotándolo por 6-4, 7-5, hizo pareja con Harri Heliövaara en el partido de doble donde derrotarían a la pareja de Canadá Alexis Galarneau y Vasek Pospisil por 7-5 y 6-3 dándole el pase a la siguiente ronda al combinado Finlandés, en semifinales perdió su partido ante Alexei Popyrin en dos set al igual que su compañero de selección Emil Ruusuvuori que perdió por 6-4, 6-3 ante Álex de Miñaur, finalizando así sus esperanzas de llegar a las finales de la Copa Davis.
Finalizó el año con dos títulos challenger y con récord de 33 victorias y 31 derrotas, lo que le permitió mantenerse en el top-200 ubicado en el puesto no.168 del Ranking ATP.

### 2024: debut en Roland Garros y Wimbledon y primeras victorias en Grand Slam, top 100
Fue eliminado en la primera ronda de la fase de clasificación del Abierto de Australia 2024 tras caer ante Andrea Vavassori. Sin embargo, en febrero se consagró campeón del Challenger de Pau 2024, sin ceder un solo set durante el torneo. En su camino al título, derrotó consecutivamente a los franceses Tristan Lamasine, Benoît Paire y Lucas Pouille, y posteriormente superó a Brandon Nakashima en semifinales por 6-4, 7-6(4). En la final venció al suizo Leandro Riedi por 7-5, 7-5, logrando así su segundo título Challenger sin perder ningún set.
Mantuvo su buen momento competitivo al alcanzar las semifinales del Challenger de Lille 2024, encadenando ocho victorias consecutivas antes de ser derrotado en tres sets por Arthur Rinderknech. A inicios de marzo, obtuvo su segundo título del año al ganar el Challenger de Lugano, donde superó al alemán Daniel Masur en la final en tres sets, cediendo el único set en todo el torneo. Entre finales de febrero y comienzos de marzo, acumuló una destacada racha de 14 victorias y una sola derrota.
Disputó por primera vez un torneo Masters 1000 en el Masters de Miami 2025, ingresando a la fase de clasificación. En la primera ronda venció a Jurij Rodionov, pero fue eliminado en la segunda instancia por Roberto Bautista Agut. En mayo, participó en la clasificación de Roland Garros, donde logró victorias en sets corridos ante Dane Sweeny y Dominic Thiem. Sin embargo, cayó en la ronda final frente al italiano Giulio Zeppieri. Pese a la derrota, accedió al cuadro principal como lucky loser, marcando así su debut en el cuadro principal de un torneo de Grand Slam. En primera ronda enfrentó al austríaco Filip Misolic, en un partido muy disputado. Virtanen ganó los dos primeros sets por 6-4, 6-4, y llegó a estar 2-1 en el tercero con quiebre a favor, pero terminó cediendo el parcial por 3-6. En el cuarto set llegó a liderar 4-0 con doble quiebre, aunque no pudo sostener la ventaja y perdió por 4-6. Finalmente, fue derrotado en el quinto set por 2-6, cerrando una dura derrota en cinco sets en su estreno en Roland Garros.
Ocupando el puesto n.° 149, se clasificó para el Campeonato de Wimbledon de 2024, donde se clasificó mediante la fase de clasificación luego de vencer a Franco Agamenone, Alexander Ritschard y a Román Andrés Burruchaga en cuatro set, también derrotó a Max Purcell por 6-3, 6-2, 6-2 para conseguir su primera victoria en un torneo importante. Sin embargo, perdió ante Tommy Paul en la segunda ronda en 5 set, luego de ganar el primero 6-4 perdió el segundo por 6-3, en el tercero quebró el servicio para ganar 7-5 y perdió los dos siguientes por 5-7 y 4-6.  También se clasificó para el Abierto de Estados Unidos de 2024, luego de vencer a Liam Broady, Paul Jubb y Lucas Pouille en la clasificación para acceder al cuadro principal, hizo su segunda aparición consecutiva.  Logró su primera victoria en este Grand Slam, tras derrotar al francés Quentin Halys en 4 sets, perdió en la siguiente ronda ante el preclasificado no.10 Álex de Miñaur siendo su primer partido ante un Top 10. 
El 27 de octubre, levantó su sexto título Challenger de Brest (6 de 6 finales) luego de derrotar a los locales Arthur Gea en tres set, Matteo Martineau en dos set por 6-3, 6-2 a Luca Van Assche en cuartos, a Benjamin Hassan en semifinales por 6-3, 7-5 y en la finales derrotó a Benjamin Bonzi  en tres set, durante el torneo solo perdió 2 set, esta victoria le permitió a Virtanen alcanzó el top 100 en el ranking el 28 de octubre de 2024 por primera vez en su carrera, ubicándose en el puesto no.96 del Ranking ATP. 

### 2025: Segunda ronda en Roma y título en Birmingham
Comenzó su temporada 2025 en el Abierto de Australia, donde fue eliminado en la primera ronda tras caer en cuatro sets ante  Arthur Fils. Más adelante, tuvo una destacada actuación en el Masters de Roma 2025. Superó la fase de clasificación al vencer a Tristan Boyer en tres sets y a Federico Arnaboldi en dos, lo que le permitió acceder al cuadro principal del torneo. En primera ronda, derrotó al serbio Hamad Medjedović por 6-4, 6-4. En la segunda ronda se enfrentó al italiano Lorenzo Musetti, octavo cabeza de serie, ante quien fue eliminado por 6-3, 6-2.
En junio, disputó el Torneo de Birmingham donde tuvo una destacada actuación, donde se consagró campeón sin ceder un solo set. En la primera ronda superó a Aleksandar Vukic por 7-6(4), 6-3. En octavos de final venció a Marc-Andrea Hüsler en tres sets por 6-3, 6-7(6), 6-1, en uno de sus encuentros más disputados del certamen. Luego derrotó a Coleman Wong por 6-2, 7-5 en cuartos de final y al estadounidense Brandon Holt en semifinales por 6-4, 4-6, 7-6 (3). En la final perdió ante Colton Smith por 6-4, 6-4, logrando así un nuevo título Challenger en su carrera y confirmando su buen momento en la temporada 2025.

## Clasificación histórica
| Tournament                              | 2020 | 2021 | 2022 | 2023 | 2024 | Títulos | G-P | Win% |
| --------------------------------------- | ---- | ---- | ---- | ---- | ---- | ------- | --- | ---- |
| Torneos de Grand Slam                   |      |      |      |      |      |         |     |      |
| Australian Open                         | A    | A    | A    | Q1   | Q1   | 0 / 0   | 0–0 | 0    |
| Roland Garros                           | A    | A    | A    | Q2   | 1R   | 0 / 1   | 0–1 | 0    |
| Wimbledon                               | ND   | A    | A    | Q3   | 2R   | 0 / 1   | 1–1 | 50%  |
| [[Abierto de Estados Unidos\|]] US Open | A    | A    | A    | 1R   | 2R   | 0 / 2   | 1–2 | 33%  |
| Ganados-Perdidos                        | 0–0  | 0–0  | 0–0  | 0–1  | 2–3  | 0 / 4   | 2–4 |      |

## Títulos ATP Challenger (6; 5+1)

### Individuales (5)
| N.º | Fecha                  | Torneo  | Superficie | Oponente en la final | Resultado           |
| --- | ---------------------- | ------- | ---------- | -------------------- | ------------------- |
| 1.  | 6 de noviembre de 2022 | Bérgamo | Dura (i)   | Jan-Lennard Struff   | 6-2, 7-5            |
| 2.  | 12 de marzo de 2023    | Lugano  | Dura (i)   | Cem Ilkel            | 6-4, 7-6(5)         |
| 3.  | 2 de abril de 2023     | Lille   | Dura (i)   | Max Purcell          | 6-7, 6-4, 6-2       |
| 4.  | 25 de febrero de 2024  | Pau     | Dura (i)   | Leandro Riedi        | 7-5, 7-5            |
| 5.  | 10 de marzo de 2024    | Lugano  | Dura (i)   | Daniel Masur         | 6-7(4), 6-4, 7-6(3) |
| 6.  | 27 de octubre de 2024  | Brest   | Dura (i)   | Benjamin Bonzi       | 6-4, 4-6, 7-6(6)    |

### Dobles (1)
| N.° | Fecha                 | Torneo | Superficie | Pareja           | Oponentes en la final          | Resultado |
| --- | --------------------- | ------ | ---------- | ---------------- | ------------------------------ | --------- |
| 1.  | 30 de octubre de 2022 | Brest  | Dura (i)   | Viktor Durasovic | Filip Bergevi Petros Tsitsipas | 6-4, 6-4  |

## Vida personal
Virtanen apareció en dos videos en el canal de YouTube Pongfinity, con sede en Finlandia, uno titulado "Tennis Trick Shots" en julio de 2019 y otro titulado "Return a Pro Tennis Serve, Win $1000" en junio de 2022. Como era de esperar, ningún miembro del público en general pudo devolver su servicio, lo que resultó en que Virtanen ganara el premio de $1000.